# Virezub
Virezubul sau babușca de mare, babușca pontică, ocheană mare (Rutilus frisii) este un pește anadrom bentopelagic dulcicol-salmastricol din familia ciprinidelor, răspândit în afluenții de nord și de răsărit ai Mării Negre și Mării Azov (Nistru, Bug, Nipru, Don, Doneț).
Sunt descrise 2 subspecii Rutilus frisii frisii (bazinul Mării Negre și Azov) și Rutilus frisii kutum (bazinul Mării Caspice). Rutilus frisii kutum este considerată de mulți specialiști  ca o specie distinctă - Rutilus kutum. Mai jos va fi descrisă subspecia Rutilus frisii frisii.

## Descrierea
Lungimea obișnuită 30–45 cm, maximală 71 cm. Greutatea medie a acestui pește este de 1,0-1,5 kg, greutatea maximală 8 kg. Poate trăi 12 ani.
Corpul alungit și gros, aproape circular în secțiune transversală, ușor comprimat lateral; înălțimea lui maximă reprezintă 21-31% (în medie 25,12%) din lungimea lui. Abdomenul între înotătoarele ventrale și anus este rotunjit. Capul mare,  reprezintă 17-24% (în medie 21,14%) din lungimea corpului. Botul scurt, rotunjit, obtuz și iese deasupra gurii. Lungimea botului este de 25-42% (în medie 35,5%) din lungimea capului. Fruntea plată și proeminentă, profilul superior al capului fiind aproape drept. Lărgimea frunții reprezintă 31-42% (în medie 36,40%) din lungimea capului.  Gura în poziție subterminală, aproape inferioară. Falca superioară iese puțin deasupra celei inferioare. Ochii mici; diametrul lor este egal cu 12-32% (în medie 18,07%) din lungimea capului, 35-115% (în medie 44%) din lungimea botului și 28-80% (în medie 34,7 %) din spațiul interorbital.
Înotătoarele relativ mici în comparație cu corpul. Înotătoarea dorsală înaltă,  începe deasupra bazei înotătoarei ventrale. Înotătoarele pectorale cu 17-18 radii. Înotătoarea caudală mare și lată; lobul inferior al ei este mai lung decât capul. Înotătoarea anală începe în urma verticalei capătului anterior al bazei înotătoarei dorsale .
Linia laterală este ușor curbată, cu 53-69 solzi. Dinții faringieni sunt netezi și dispuși pe un rând, cu o formulă 6-5, adică 6 dinți pe stânga și 5 pe dreapta; rareori 6-6 sau 5-5. Branhiospinii foarte scurți, puțin numeroși, de obicei 9-10. Vezica înotătoare se termină printr-o prelungire ascuțită, formând un conus spiralat. Solzii sunt mai mici decât la babușcă, tarancă și văduviță.

## Colorația
Spatele este verzui-închis, cenușiu-închis, brun deschis, cu o tentă de albastru-verzui. Laturile sunt argintii. Abdomenul este alb perlat sau gălbui, cu reflexe rozacee. Înotătoarele dorsală și caudală sunt cenușii închise. Înotătoarele ventrale și anală  sunt gălbui sau roșcate. Înotătoarele pectorale pot avea nuanțe portocalii sau roșii, în special în perioada de reproducere. Irisul ochilor cenușiu întunecat sau gălbui.

## Dimorfismul sexual
În timpul reproducerii, masculii sunt mai frumoși ca de obicei, flancurile lor și capul căpătând mugurași (tuberculi nupțiali) mari albi, conici; abdomenul devine roșcat.

## Distribuția geografică
Este răspândit în afluenții de nord și de răsărit ai Mării Negre și Mării Azov (Nistru, Bug, Nipru, Don, Doneț). A fost semnalat și în lacul Dercos, lângă Istambul. În România se cunoaște un singur exemplar, identificat de V. Leonte și Ruga în partea nordică a lacului Razelm. În Nistru se găsește în sectoarele de mijloc și de jos ale fluviului - în albie și lacuri (brațul Turunciuc și rar lacul Cuciurgan), intră în gura afluenților și limanul Nistrului. În sectorul de mijloc al Nistrului are populații sedentare.

## Habitat
Este un pește bentopelagic dulcicol și salmastricol. Trăiește în cursurile inferioare ale râurilor mari, lacuri și lagunele de coastă, estuare și apele marine salmastre. Tolerează concentrații saline peste 12‰.
Există populații anadrome și populații izolate în apele interioare.
Populațiile anadrome locuiesc în mod constant în mare sau în apele salmastre și se deplasează în apele dulci din râuri numai pentru reproducere. Înainte de construirea barajelor mari de pe marile râuri din bazinul Mării Negre, populațiile anadrome formau bancuri imense și se urcau în sus pe râuri sute de kilometri pentru a ajunge la locurile de reproducere. În prezent, ascensiunile peștilor pe râuri sunt mult mai scurte și bancurile sunt mult mai mici. Migrarea populațiilor anadrome în apele dulci începe toamna, se oprește atunci când râurile îngheață și se reia primăvară. După reproducere coboară în apele salmastre pentru a se hrăni. Unele populații care au parcurs un drum lung pe râuri pot petrece toată iarna în apele dulci. Puietul coboară în mare, în prima vara de viață (august).
Populațiile izolate din apele interioare sunt strict dulcicole și au apărut după construirea de baraje de netrecut pe râuri; ele se reproduc în afluenții râurilor în care trăiesc.
În râuri preferă apa răcoroasă, curată, cu un curent repede și stă la adânc, unde apa curge mai viu; viața acestei specii este legată de fundurile pietroase, unde-și depun icrele și-și găsește hrana și adăpostul.

## Hrana
Peștele adult se hrănește în principal cu moluște mici, crustacee, viermii, ocazional, cu pești mici ca gingirica (Clupeonella). Ca hrană îi servesc de asemenea detritusul organic, vegetația subacvatică.
Alevinii și puietul se hrănesc cu plancton, detritus organic, plante subacvatice și organisme bentonice - insecte, crustacee și viermi.

## Reproducerea
Depunerea icrelor are loc din aprilie până în luna mai, dar poate avansa sau întârzia în funcție de latitudine și condițiile climatice și de mediu. Depunerea icrelor începe atunci când temperatura apei depășește 8°C și atinge un maxim la 13-15°C. Locurile de reproducere sunt în general situate în zonele de mică adâncime, cu un curent susținut sau repede, substratul este format în principal din pietriș și nisip. Migrația spre locurile de reproducere are loc în fiecare an, și peștii au tendința de a căuta locurile unde s-au născut. În timpul migrației, masculii preced sosirea femelelor. Fecunditatea este mare, femelele mai mari pot depune până la 250.000 de icre adezive cu un diametru de aproximativ 2 mm. După fecundare icrele aderă la substrat până la ecloziune. Dezvoltarea embrionară durează de la 10 până la 15 zile la 8-16°C și 5-6 zile la 20°C.
Maturitatea sexuala este atinsa la ambele sexe la 4-6 ani împliniți, atunci când exemplarele ajunge la o dimensiune de aproximativ 430–500 mm.
După depunerea icrelor, peștii coboară repede spre mare; puietul rămâne în fluviu până în toamnă, când coboară în spațiul predeltaic, iar în primăvara următoare trece în liman.

## Importanța economică
Are o mare importanță comercială. În 1920, capturile în limanurile Niprului și Bugului erau de 200-240 de tone pe an. Acum a devenit un pește rar. Are carnea bună și gustoasă.